# Jean-Baptiste-Irénée Callot
Pour les articles homonymes, voir Callot.
Jean-Baptiste Callot, né à Beaujeu (Rhône) le 22 novembre 1814 et mort le 1er novembre 1875 à Beaujeu, est un évêque catholique français, évêque d'Oran de 1867 à 1875.

## Biographie

### Prêtre
Jean-Baptiste Callot est le fils de Benoît, marchand de vins et issu d'une vieille famille beaujolaise, et d'Elisabeth Saint-Maurice.
Après de brillantes études au séminaire de Saint-Jean, puis à l'institution des Chartreux de Lyon, il est ordonné prêtre en 1838. Il devient ensuite professeur de théologie et de droit canon aux Chartreux. Il participe activement au concile provincial de Toulouse (1850) comme conseiller.
Six ans plus tard, il devient curé de la paroisse nouvelle du Bon-Pasteur à Lyon, dans le quartier ouvrier de La Croix-Rousse. En 1856, il lance la construction d'une nouvelle église, placée sous le patronage du Prince impérial, qui ne sera achevée que sous la troisième république.

### Évêque
Le 12 juillet 1867, il est nommé évêque du tout nouveau diocèse d'Oran, l'empereur Napoléon III ayant créé dans les possessions françaises d'Algérie deux nouveaux évêchés, Oran et Constantine.
Il est sacré dans la primatiale de Lyon le 22 septembre par l'archevêque d'Alger, Mgr Lavigerie. Mgr Callot prend possession de son diocèse le 21 octobre. Là-bas, il se révèle un organisateur infatigable, établissant de nouvelles paroisses, augmentant son clergé, embellissant la cathédrale Saint-Louis qu'il consacre le 17 novembre 1874, fondant des écoles. En 1868, une famine décime les populations arabes. Mgr Callot, qui parcourait son diocèse sans se ménager, recueillit près de 1800 orphelins, qu'il tâcha d'éduquer, d'instruire et d'évangéliser.
Le 10 février 1873, il pose la première pierre du sanctuaire  de Santa Cruz, sur la montagne de Santa-Cruz qui domine Oran et la Méditerranée, là où avait été édifiée autrefois une petite chapelle dédiée à la Vierge. Il fait édifier une tour surmontée d'une statue copiée sur celle de Fourvière érigée le 6 décembre 1873 et renfermant un bourdon qui se fait entendre le 4 juillet 1874.
En 1870, l'évêque d'Oran participe au Premier concile œcuménique du Vatican, manifestant une réticence à l'adoption du dogme de l'infaillibilité pontificale, auquel il se soumit pourtant.
Fervent partisan du Second Empire, Mgr Callot dut faire face à la chute de celui-ci à une explosion d'anticléricalisme à Oran qui amena à une interdiction des processions publiques.
Mgr Callot n'eut de cesse de trouver des subsides pour subvenir à ses œuvres diverses, n'hésitant pas à venir « quêter » en France. Il fit des quêtes et des sermons de charité, tant à Marseille, à Lyon qu'à Paris. Les finances du diocèse devaient d'ailleurs, durant tout son épiscopat, faire l'objet d'emprunts répétés.
Atteint d'une « fluxion de poitrine » alors qu'il était parti se soigner en France, il  succombe le 1er novembre 1875 à Beaujeu dans la propriété familiale des "Malfaudières", après avoir reçu les derniers sacrements de Mgr Thibaudier.
La messe de funérailles du premier évêque d'Oran eut donc lieu à Beaujeu, et son corps fut rapatrié en Algérie pour être inhumé dans la cathédrale Saint-Louis d'Oran.